# Betsy Baker
Betsy Baker (8 de mayo de 1955, Iowa, USA) es una actriz estadounidense.

## Carrera
Baker inició su carrera en 1981 en el telefilm Word of Honor, mismo año en que interpretó a Linda en el filme de terror The Evil Dead junto a Bruce Campbell, Ellen Sandweiss, Richard DeManincor y Theresa Tilly, bajo la dirección de Sam Raimi. Tras una larga ausencia el mundo de la televisión, Baker regresa con el rol debut de Lawna en la película The cat´s meow en 2005.

## Filmografía

### Cine
- Lake Eerie (2015) .... Eliza
- 2084 (2009) .... Clara
- Witche´s night (2007) .... Marge
- Plus or Minus: A few things I Thought I should consider (2007) .... Madre
- Brutal massacre: A comedy (2007) .... Gladys Oppenheimer
- The will (2007) .... Elaine
- The cat´s meow (2005) .... Lawna
- The Evil Dead (1981) .... Linda

### Telefilms
- Appearances (1990)
- Word of honor (1981) .... Denise McNeil

### Series de televisión
- Safety Geeks: SVI .... Mujer con tarjeta de crédito (Episodio: A dangerous blend, 2009)
- ER .... Dr. Wheeler (Episodio: What we do, 2009)
- Dangerous women .... Linda (5 episodios, 2009)
- Tim and Eric awesome show, great job! .... MIDI Mom (Episodio: Anniversary, 2007)